# 7345 Happer
7345 Happer eller 1992 OF är en asteroid i huvudbältet som upptäcktes den 28 juli 1992 av den australiensiske astronomen Robert H. McNaught vid Siding Spring-observatoriet. Den är uppkallad efter den fiktiva karaktären 	Felix Happer.